# Womit haben wir das verdient?
Womit haben wir das verdient? (Arbeitstitel: Allah auf einmal, Allah ist eine Frau, Nicht auch das noch!) ist eine österreichische Filmkomödie aus dem Jahr 2018 von Eva Spreitzhofer mit Caroline Peters und Simon Schwarz in den Hauptrollen. Die Premiere der Culture-Clash-Komödie erfolgte am 3. Oktober 2018 am Zurich Film Festival, wo der Film in die Sektion Fokus Schweiz, Deutschland, Österreich eingeladen wurde. Der österreichische Kinostart erfolgte am 30. November 2018. In Deutschland kam der Film am 24. Januar 2019 in die Kinos. ORF-Premiere war am 5. Juni 2020. Der Film wurde 2023 mit Wie kommen wir da wieder raus? fortgesetzt.

## Handlung
Wanda ist eine überzeugte Atheistin und Feministin und hält sich und ihre Patchwork-Familie für sehr liberal und weltoffen. Eines Tages verkündet ihr ihre pubertierende Tochter Nina, dass sie beschlossen hat, zum Islam zu konvertieren und Muslima zu werden, halal zu leben und ein Kopftuch zu tragen. Außerdem möchte sie ab sofort Fatima genannt werden. Wanda ist geschockt und fällt aus allen Wolken.
Einerseits versucht sie daher, möglichst viele Informationen über den Islam zusammenzutragen, um sich auf die Entscheidung ihrer Tochter einzustellen und darauf vorzubereiten, andererseits setzt sie aber alles daran, Nina von ihrem Vorhaben abzubringen. Ihr Ex-Mann Harald, der mit seiner neuen Freundin Sissy noch einmal Vater wird, ist ihr dabei keine große Hilfe. Wanda sehnt sich nach jener Zeit, in der das Kiffen und Schulschwänzen ihrer Tochter ihre einzigen Sorgen waren.
Unerwartete Unterstützung erhält die überforderte Wanda von Hanife, der Mutter von Ninas muslimischer Freundin Maryam. Hanife ist als Kind mit ihren Eltern nach Österreich gekommen. Sie möchte ihre eigene Tochter vor genau jenem altmodischen Frauenbild schützen, das Nina in ihrem Konvertierungseifer predigt.
Auf der Hochzeit von Sissy und Harald gesteht Nina Sissy, dass sie plant, als Freundschaftsdienst und als Statement gegen Homophobie einen homosexuellen Freund zu heiraten, der zur Heirat gezwungen wird. Nina entscheidet sich allerdings kurz vor der Hochzeit, doch nicht zu heiraten. Sie werde aber nicht zurückkonvertieren, sondern demonstriert mit ihrer Mutter, ihrer Freundin Maryam sowie deren Mutter Hanife für einen feministischen Islam. Nina eröffnet Wanda schließlich, dass ihr homosexueller Freund bei ihnen einzieht, um nicht heiraten zu müssen.

## Produktion und Hintergrund
Die Dreharbeiten fanden vom 6. Februar bis zum 16. März 2018 statt, gedreht wurde in Wien. Produziert wurde der Film von der österreichischen Mona Film, beteiligt war der Österreichische Rundfunk. Unterstützt wurde die Produktion vom Österreichischen Filminstitut, dem Filmfonds Wien und von Filmstandort Austria.
Für das Kostümbild zeichnete Martina List verantwortlich, für das Szenenbild Katrin Huber und Gerhard Dohr, für den Ton Claus Benischke-Lang und für die Maske Michaela Payer und Danijela Ibricic.
2020 wurde der Film im Rahmen der Edition österreichischer Film von Hoanzl und dem Standard auf DVD veröffentlicht.
Die beiden Filmkomödien Womit haben wir das verdient? (2018) und Wie kommen wir da wieder raus? (2023) wurden von Eva Spreitzhofer zu einer 80-minütigen Bühnenfassung komprimiert und im November 2024 auf die Bühne des Landestheaters Niederösterreich in St. Pölten gebracht.

## Rezeption
Katrin Nussmayr befand in der Tageszeitung Die Presse, dass so manche Szene an die französische Komödie Voll verschleiert (2017) erinnern würde. Womit haben wir das verdient? habe einiges von deren Leichtigkeit, auch wenn manches allzu konstruiert daherkäme, etwa die Figurenkonstellation. Der Film zeige bisweilen recht spritzig die Bigotterie und Doppelmoral, die auf allen Seiten der Islamdebatte zu finden sei. Caroline Peters würde vollends als entsetzte Mutter überzeugen und unterhalten.
Sascha Westphal befand in der Neuen Ruhr Zeitung, dass der Islam mit seinen vielen Geboten ein leichtes Ziel für Wandas Angriffe sei. Aber nachdem sie bei einer Besprechung des OP-Plans miterleben muss, dass ihre männlichen Kollegen kein Problem damit haben, wenn Patienten nur von Männern operiert werden wollen, würden sich all ihre liberalen Illusionen in Luft auflösen. Aus der witzigen Satire über die Splitter im Auge der anderen würde so eine bittere Komödie über den Balken im eigenen.
Christian Klosz von filmpluskritik.com lobte den Film und vergab 9 von 10 möglichen Punkten. Er wies auch auf die Aktualität des Sujets hin: „Womit haben wir das verdient? illustriert auf unterhaltsame und humorvolle Weise die Bruchstellen, Irritationen, Widersprüche und Grenzen der liberalen, offenen und postmodernen ,Multi-Kulti‘-Gesellschaft. So ist es für die aufgeklärte Mutter Wanda nicht leicht, ihre einerseits tolerante Haltung in Beruf und Privatleben zu erhalten, während sie andererseits die plötzlich zur Muslima gewandelte Tochter und deren Einstellungen mit allen Mitteln bekämpft.“
Im ORF sahen den Film bei Erstausstrahlung 485.000 Personen, der Marktanteil betrug 23 Prozent.

## Auszeichnungen und Nominierungen (Auswahl)
Diagonale 2019
- Preis außergewöhnliche Produktionsleistungen (Mona Film)[16]

Romyverleihung 2019
- Auszeichnung in der Kategorie Beste(r) ProduzentIn Kinofilm (Thomas Hroch, Gerald Podgornig)[17][18]
- Nominierung in der Kategorie Bestes Buch Kinofilm (Eva Spreitzhofer)[17]

Filmfestival Kitzbühel 2019
- Auszeichnung in der Kategorie Beste Produktion (Gerald Podgornig und Thomas Horch)

Austrian Ticket 2019
- für mehr als 75.000 Besucher[19]